# Scopura quattuorhamulata
Scopura quattuorhamulata är en bäcksländeart som beskrevs av Tohru Uchida och Maruyama 1987. Scopura quattuorhamulata ingår i släktet Scopura och familjen Scopuridae. Inga underarter finns listade i Catalogue of Life.